# Pierre Pacareau
 Pierre Pacareau (né à Bordeaux le 2 septembre 1711, mort à Bordeaux le 5 septembre 1797) est un ecclésiastique qui fut évêque constitutionnel du département de la Gironde de 1791 à 1797.

## Biographie
Pierre Pacareau est originaire de Bordeaux où il fait ses études notamment en langues anciennes comme l'hébreu et le syriaque mais aussi en anglais, italien et espagnol. Il embrasse alors la carrière ecclésiastique. Considéré comme un « savant » il obtient un canonicat dans la cathédrale Saint-André de Bordeaux puis devient vicaire général capitulaire. Lorsque la Révolution française survient, bien qu'octogénaire, il s'enflamme pour les idées nouvelles. Il prête le serment à la constitution civile du clergé et se fait élire le 14 mars 1791 évêque constitutionnel de la métropole du Sud-Ouest. Il est sacré le 3 avril par Jean-Baptiste Pierre Saurine l'évêque constitutionnel du département de la Landes. Pendant la Terreur, il cesse toutes fonctions religieuses et ne les reprend qu'à la fin de 1795. Il meurt le 5 septembre 1797 âgé de 86 ans. Il est inhumé dans la chapelle du Sacré-Cœur de la cathédrale mais en 1817 ses restes sont transférés dans la cour des cloitres.